# Proton Wira
Proton Wira – samochód osobowy typu sedan lub liftback produkowany od 1993 roku do grudnia 2008 roku przez malezyjski koncern Proton.

## Historia modelu

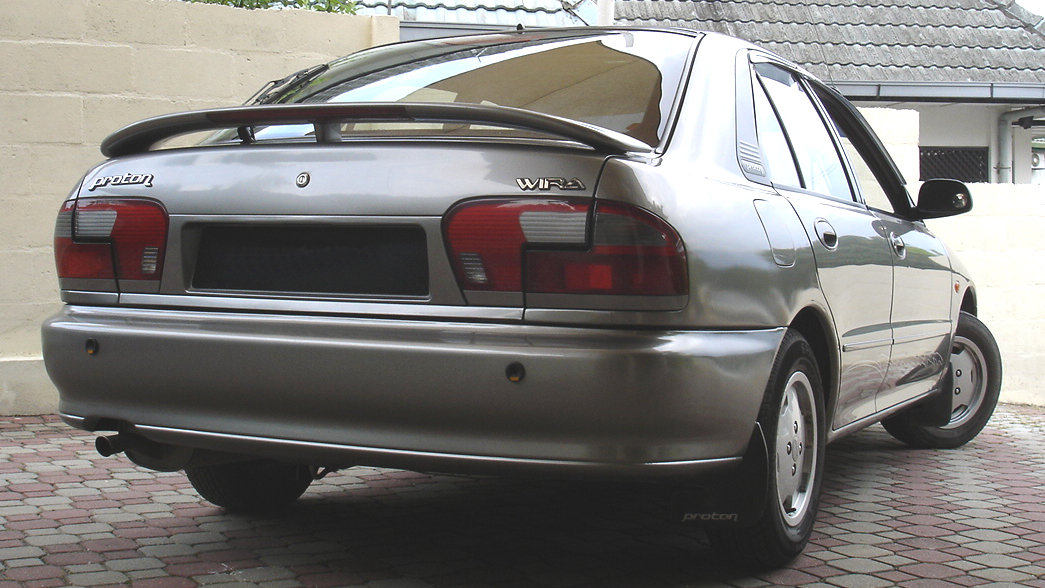
Proton Wira - tył

W 1993 roku Proton zaprezentował swój drugi model - kompaktową Wirę. Model powstał na licencji japońskiego Mitsubishi Lancer V generacji z lat 1991 - 1995. Wira powstała jako nowsza alternatywa dla modelu Saga. Paleta nadwozi to sedan, liftback zwany Wira Aeroback, małe coupe produkowane w latach 1995 - 2000 pod nazwą Putra oraz mały pickup produkowany od 2000 roku jako Proton Arena. Sprzedaż prowadzona jest obecnie tylko w Malezji jako Wira i na Bliskim Wschodzie jako Persona. Model ten można było kupić w Wielkiej Brytanii oraz w Niemczech jako Proton 400. Początkowo następcą miał zostać model Waja, ale Proton postanowił, aby następcą Wiry był mniej oryginalny model. W 2004 roku zaprezentowano następcę odmiany Aeroback - Protona Gen-2, a w 2007 roku zaprezentowano następcę wersji sedan - Protona Personę. Mimo tego seria Waja pozostaje w sprzedaży do maja tego roku.

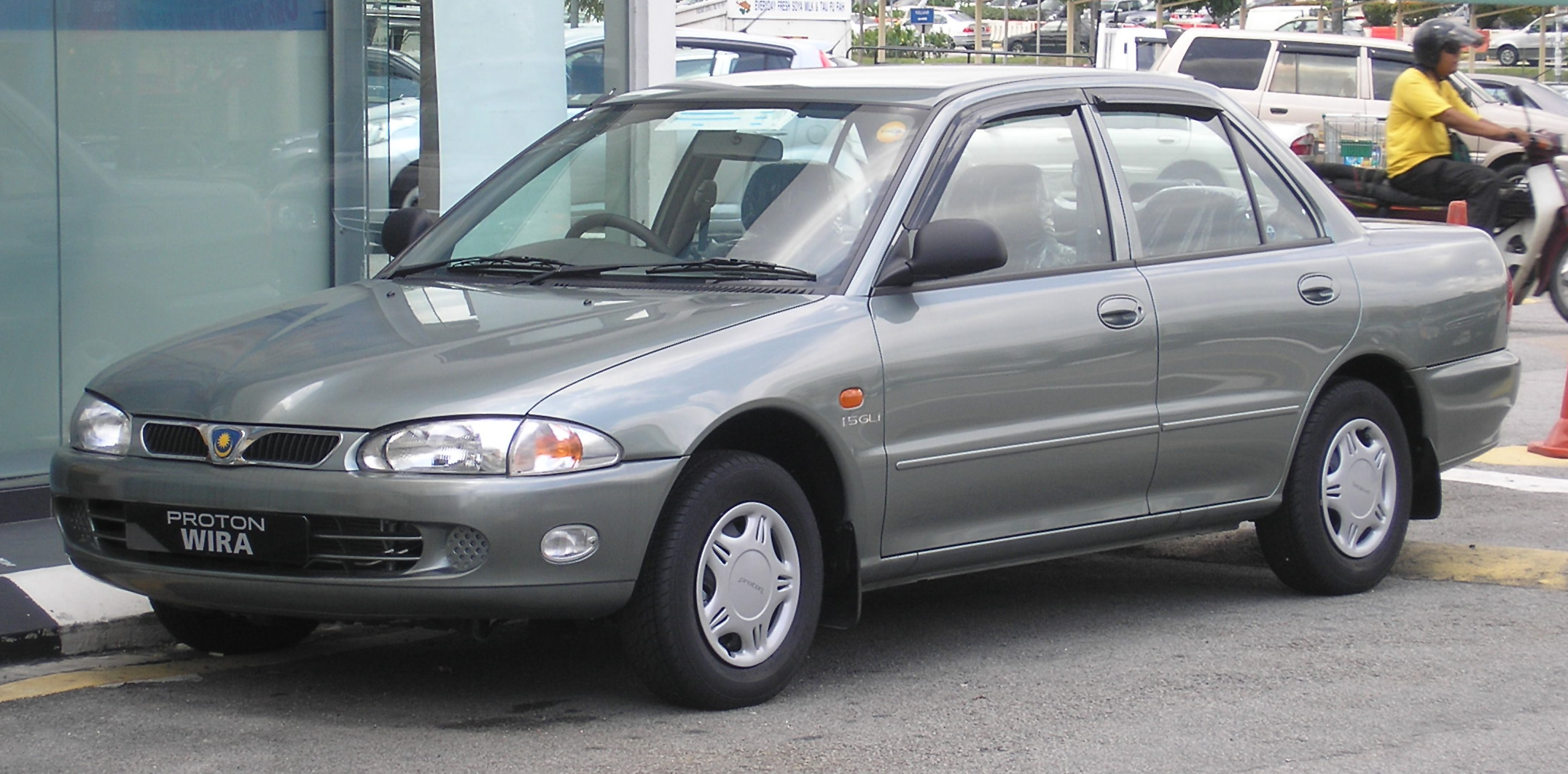
Proton Wira Sedan

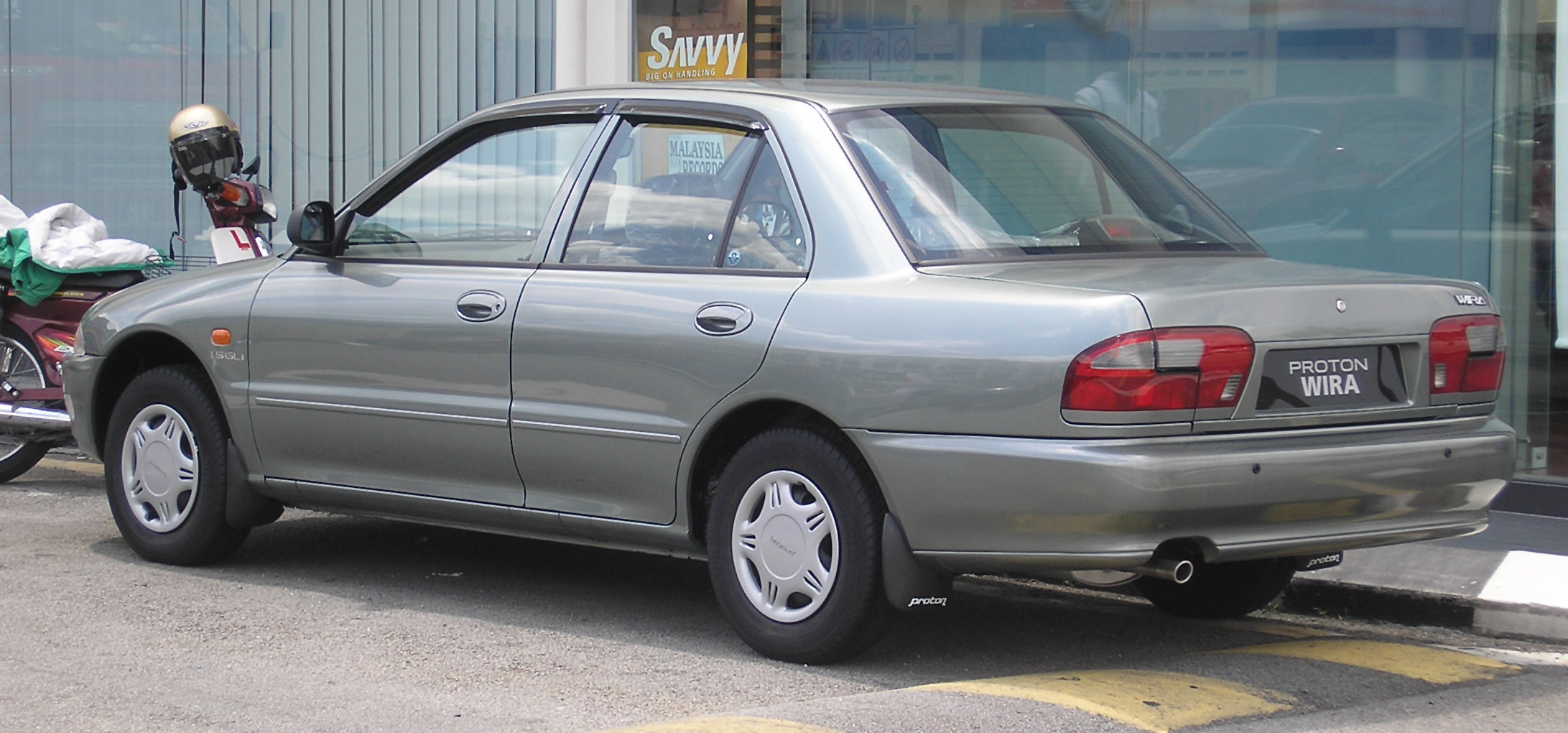
Proton Wira Sedan - tył